# Otakar Ruml
Otakar Ruml (* 23. ledna 1950) je český politik, v letech 2000 až 2020 zastupitel Královéhradeckého kraje (v letech 2012 až 2016 navíc 1. náměstek hejtmana), v letech 1998 až 2006 zastupitel města Nová Paka na Jičínsku, člen KSČM.

## Život
Základní školu ukončil v roce 1965, následně se vyučil na Zemědělském učilišti v Lázních Bělohrad. Po vyučení si udělal nástavbu na Střední zemědělské škole v Kostelci nad Orlicí (školu úspěšně ukončil v roce 1970). Později vystudoval Vysokou školu zemědělskou v Praze se specializací na ekonomiku (promoval v roce 1979 a získal titul Ing.). Na Vysoké škole politické ÚV KSČ dále získal titul RSDr.
Po absolvování základní vojenské služby v letech 1970 až 1972 nastoupil jako učitel odborného výcviku na Zemědělské učiliště v Lázních Bělohrad (působil zde do roku 1974). Později byl zaměstnancem zemědělského družstva, kde zastával různé hospodářské funkce až po místopředsedu. V roce 1983 se stal zaměstnancem aparátu KSČ – pracoval na zemědělském oddělení OV KSČ Jičín, později jako instruktor KV KSČ na Trutnovsku.
Od roku 1990 byl téměř 19 let ředitelem akciové společnosti AGROCHOV STARÁ PAKA (dříve Zemědělské družstvo Kumburk se sídlem ve Staré Pace). Od počátku 90. let 20. století také soukromě podnikal. V letech 1993 až 1997 byl členem dozorčí rady a v letech 1997 až 2005 členem předsednictva akciové společnosti Maso Harant - a.s. Pecka.
Vzhledem ke své polistopadové politické činnosti je členem statutárních orgánů akciové společnosti Oblastní nemocnice Jičín (od roku 2003, z toho v letech 2003 až 2011 jako člen představenstva) a akciové společnosti ZOO Dvůr Králové (od roku 2005, z toho v letech 2005 až 2014 jako člen představenstva). Dále je od roku 2008 členem dozorčí rady akciové společnosti Správa nemovitostí Královéhradeckého kraje a od roku 2011 členem správní rady Zdravotnického nadačního fondu Královéhradeckého kraje. Od roku 2014 je rovněž členem dozorčí rady akciové společnosti Královéhradecká lékárna a členem dozorčí rady akciové společnosti Městská nemocnice ve Dvoře Králové nad Labem.
Otakar Ruml je rozvedený a má dvě děti, žije ve městě Nová Paka na Jičínsku. Angažuje se jako člen dobrovolných hasičů, člen Červeného kříže a člen mysliveckého sdružení (od roku 2015 je předsedou Mysliveckého spolku Hubert Vrchovina). Působil rovněž ve Svazu československo-sovětského přátelství.

## Politické působení
V letech 1974 až 1990 byl členem KSČ. V roce 1990 pak vstoupil do KSČM, ve straně je členem Okresního výboru KSČM Jičín a od roku 2008 také členem Ústředního výboru KSČM.
V komunálních volbách v roce 1998 byl za KSČM zvolen zastupitelem města Nová Paka na Jičínsku. Mandát zastupitele města ve volbách v roce 2002 obhájil, ve volbách v roce 2006 se mu to však již nepodařilo (skončil jako první náhradník). Neuspěl ani ve volbách v roce 2010 (opět skončil jako první náhradník).
V krajských volbách v roce 2000 byl za KSČM zvolen zastupitelem Královéhradeckého kraje. Ve volbách v roce 2004 svůj mandát obhájil, stejně tak ve volbách v roce 2008. Ve volebním období 2008 až 2012 navíc působil jako předseda Výboru životního prostředí a zemědělství a člen Výboru pro regionální rozvoj a cestovní ruch. Ve volbách v roce 2012 mandát krajského zastupitele opět obhájil, tentokrát však z pozice lídra kandidátky KSČM. Následně byl v listopadu 2012 zvolen 1. náměstkem hejtmana pro oblasti regionálního rozvoje, evropských grantů, dotací, cestovního ruchu a kultury, zároveň se stal i členem Výboru Regionální rady regionu soudržnosti Severovýchod. Působil rovněž jako předseda Komise Rady Královéhradeckého kraje pro cestovní ruch. V krajských volbách v roce 2016 byl opět lídrem kandidátky KSČM v Královéhradeckém kraji a post krajského zastupitele obhájil. Skončil však na pozici 1. náměstka hejtmana. Ve volbách v roce 2020 již nekandidoval.
Za KSČM také kandidoval ve Východočeském a později Královéhradeckém kraji ve volbách do Poslanecké sněmovny PČR, ale ani jednou v letech 1998, 2006 a 2010 neuspěl.
Ve volbách do Senátu PČR v roce 2010 kandidoval za KSČM v obvodu č. 37 – Jičín. Se ziskem 9,77 % hlasů však skončil na 5. místě.